# Кочиніта пибіль
Кочиніта пибіль (ісп. Cochinita pibil, також puerco pibil або cochinita con achiote) — традиційна страва мая на півострові Юкатан, розповсюджена в мексиканській кухні, приготована на повільному вогні зі свинини. Приготування традиційної кочиніти включає маринування м'яса в дуже кислому цитрусовому соку, додавання насіння аннато, що надає страві яскраво-оранжевий колір, і запікання м'яса в пибі (пиібі) (типова земляна піч на півострові Юкатан в Мексиці), бананове листя.
Страва розглядається як симбіоз юкатанських кулінарних традицій (приготування у земляній печі) та іспанських продуктів. Європейці привезли до Америки свиней та апельсини, а мая додали до страви насіння аннато чи ачіоті .

## Рецепт

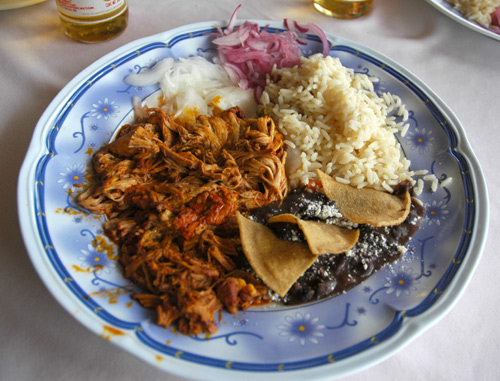
Кочиніта

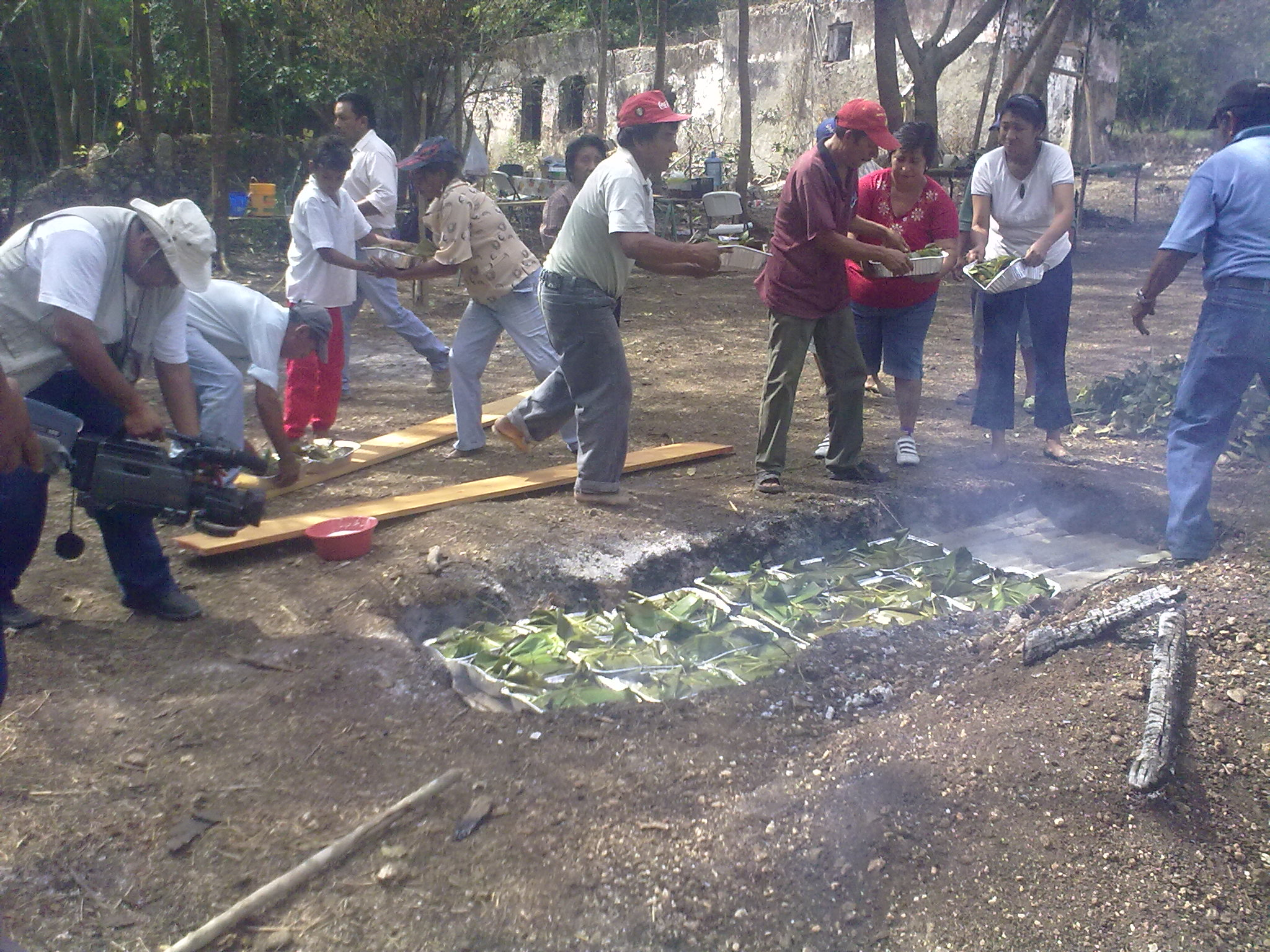
Земляна юкатанська піч пиіб

Cochinita означає «порося», а pibi «піч», тому справжня cochinita pibil передбачає запікання цілого поросяти в печі-ямі. Традиційно кочиніту пибіль готують у ямі з вугіллям, щоб засмажити свинину. Як сучасну альтернативу часто використовується звичайна піч або духовка, і свиняча лопатка або свиняча корейка. Високий вміст кислоти в маринаді та повільний час приготування роблять м'ясо м'якшим, що дозволяє використовувати тверді шматки м'яса. У традиційних юкатанських рецептах для маринування завжди використовується сік севільського апельсина або гірких апельсинів. У регіонах, де гіркі апельсини не поширені, використовують сік солодких апельсинів у поєднанні з лимонами, лаймами або оцтом, щоб досягти ефекту гіркого апельсину для м'яса.. Ще одним важливим інгредієнтом всіх рецептів пибіль є ачіоте (аннато), який надає страві характерного кольору і додає смаку. Страву зазвичай їдять з гарнірами, такими як: жовті кукурудзяні коржики, червона маринована цибуля, смажена чорна квасоля та перець чилі хабанеро. А також використовують як начинку для сендвічів та тортас.

## У популярній культурі
Кочиніта пибіль часто зустрічається у фільмі «Одного разу в Мексиці» режисера Роберта Родрігеса, в якому це улюблена їжа агента ЦРУ, якого грає Джонні Депп.